# Martin Mosebach
Martin Mosebach, né le 31 juillet 1951 à Francfort-sur-le-Main, est un écrivain allemand. En 2007, il a gagné le Prix Georg-Büchner, l'un des prix littéraires les plus prestigieux du pays, étant également lauréat du prix Kleist. Il est catholique de sensibilité traditionaliste.
Il est élu membre de l'Académie des arts de Berlin en 2006.

## Ouvrages publiés
- Das Bett. Roman. Hamburg 1983, überarbeitete Fassung, München 2002.  (ISBN 3-423-13069-5)
- Ruppertshain. Roman. Hamburg 1985. Neuauflage als Taschenbuch 2004.  (ISBN 3-423-13159-4)
- Blaubart. Drama giocoso. Hunzinger Bühnen-Verlag, Bad Homburg vor der Höhe 1985
- Rotkäppchen und der Wolf. Ein Versdrama. Hoffmann und Campe, Hamburg 1988.  (ISBN 3-455-05332-7)
- Schermuly. Gegenstände - Ölbilder 1948-1989. Klett-Cotta, Stuttgart 1989.  (ISBN 978-3-608-76296-9) (Hg.)
- Schermuly. Abstrakte Strukturen eines neuen Realismus. Hirmer, München 1991.  (ISBN 3-7774-5570-9)
- Westend. Roman. Hamburg 1992. Neuauflage als Taschenbuch 2004.  (ISBN 3-423-13240-X)
- Stilleben mit wildem Tier. Erzählungen. Berlin Verlag, Berlin 1995.  (ISBN 3-8270-0130-7)
- Das Kissenbuch. Gedichte und Zeichnungen. Insel Verlag, Frankfurt/Main 1995 (Insel-Bücherei Nr. 1127).  (ISBN 3-458-19127-5)
- Album disegno Raffaello. Gedichte und Zeichnungen. Zens, Salzburg 1995
- Das Grab der Pulcinellen. Erzählungen, Pasticci, Phantasien. Berlin 1996.  (ISBN 3-423-12863-1)
- Oberon Neues Libretto zur Oper von C.M. von Weber für die Oper Frankfurt 1996 und die Salzburger Festspiele 1997. Edition Peters
- Die schöne Gewohnheit zu leben. Eine italienische Reise. Berlin 1997.  (ISBN 3-8270-0298-2)
- El retablo de Maese Pedro Vor- und Nachspiel sowie Neuübersetzung des Librettos von Cervantes für das Kabinettheater Wien
- Die Türkin. Roman. Berlin 1999. Neuauflage als Taschenbuch 2002.  (ISBN 3-7466-1793-6)
- Eine lange Nacht. Roman. Berlin 2000. Neuauflage als Taschenbuch 2003.  (ISBN 3-7466-1974-2)
- Schermuly – Gegenstände und Phantasien. Anderland, München 2000 (Hg., mit Texten von Mosebach und Bruno Russ).  (ISBN 3-926220-89-9)
- Der Nebelfürst. Roman. Frankfurt/Main 2001. Neuauflage als Taschenbuch 2003.  (ISBN 3-423-13119-5). Basé sur l'histoire de l'explorateur Theodor Lerner[3].
- Häresie der Formlosigkeit. Die römische Liturgie und ihr Feind. Karolinger, Wien 2002.  (ISBN 3 85418 102 7)
- Mein Frankfurt. Frankfurt/Main 2002.  (ISBN 3-458-34571-X)
- Das Beben. Roman. Hanser, München 2005.  (ISBN 978-3-446-20661-8)
- Du sollst dir ein Bild machen. Über alte und neue Meister, Essays, zu Klampen Verlag, Springe 2005.  (ISBN 3-934920-77-2)
- Die Kunst des Bogenschießens und der Roman. Zu den "Commentarii" des Heimito von Doderer (Themen; 85). München 2006.  (ISBN 978-3-938593-05-9)
- Schöne Literatur. Essays. Hanser, München 2006.  (ISBN 978-3-446-20711-0)
- Häresie der Formlosigkeit. Die römische Liturgie und ihr Feind. Erweiterte Neuausgabe. Hanser, München 2007.  (ISBN 978-3-446-20869-8)
- Der Mond und das Mädchen. Roman. Hanser, München 2007.  (ISBN 978-3-446-20916-9)
- Was davor geschah. Roman.  Carl Hanser Verlag GmbH & CO. KG, 2010. Erschienen am 16.08.2010

## Œuvres traduites en français
- La Liturgie et son ennemie : l'hérésie de l'informe [« Häresie der Formlosigkeit : die römische Liturgie und ihr Feind »], trad. derancis Olivier et Stéphen de Petiville, Paris, Éditions Hora Decima, 2005, 190 p.  (ISBN 2-915844-01-1)
- Un hasard nécessaire, [« Was davor geschah »], trad. de Frédérique Laurent, Paris, Éditions Grasset et Fasquelle, 2013, 378 p.  (ISBN 978-2-246-78561-3)